# Saint-Jean-de-la-Croix
Saint-Jean-de-la-Croix település Franciaországban, Maine-et-Loire megyében. Lakosainak száma 225 fő (2022. január 1.). Saint-Jean-de-la-Croix Denée, Mozé-sur-Louet, Mûrs-Erigné és Sainte-Gemmes-sur-Loire községekkel határos.

## Népesség
A település népessége az elmúlt években az alábbi módon változott:
| Lakosok száma | 181  | 173  | 179  | 237  | 236  | 226  | 229  | 226  | 224  | 225  |
|               | 1968 | 1982 | 1990 | 2006 | 2013 | 2015 | 2017 | 2019 | 2020 | 2022 |